# ديريك بورتر (مجدف)
ديريك بورتر هو مجدف كندي، ولد في 2 نوفمبر 1967 في بلفاست في المملكة المتحدة.

## وصلات خارجية
- ديريك بورتر على موقع الاتحاد الدولي للتجديف (الإنجليزية)
- ديريك بورتر على موقع اللجنة الأولمبية الدولية (الإنجليزية)
- ديريك بورتر على موقع أوليمبيديا (الإنجليزية)
- ديريك بورتر على موقع قاعة كندا للمشاهير الرياضية (الإنجليزية)